# Hurricane (Utah)
Hurricane je město v okresu Washington County ve státě Utah. K roku 2010 zde žilo 13 748 obyvatel. S celkovou rozlohou 81,7 km2 byla hustota zalidnění 170 obyvatel na km2.